# Anita Martos
Anita Martos (1893-1953) fue una actriz y profesora española.

## Biografía

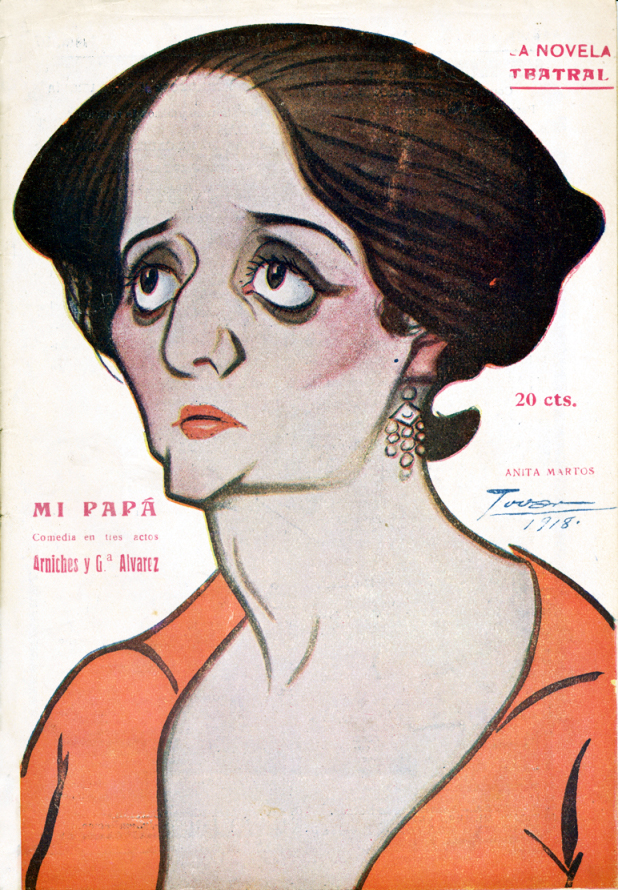
Caricaturizada por Tovar (1918)

Era hija de Cristino Martos y Llobell y nieta de Cristino Martos y Balbi, ambos políticos. Fue maestra de las actrices Carmen Bernardos y Asunción Sancho. Trabajó en el Real Conservatorio Superior de Música de Madrid. Falleció en la calle del Barquillo de Madrid el 3 o 4 de febrero de 1953, a los sesenta años de edad y fue enterrada en la Sacramental de San Lorenzo y San José.
Formó parte del reparto de la película ¡Qué contenta estoy! (1942) de Julio de Fleischner.